# Andrzej Zbyszewski

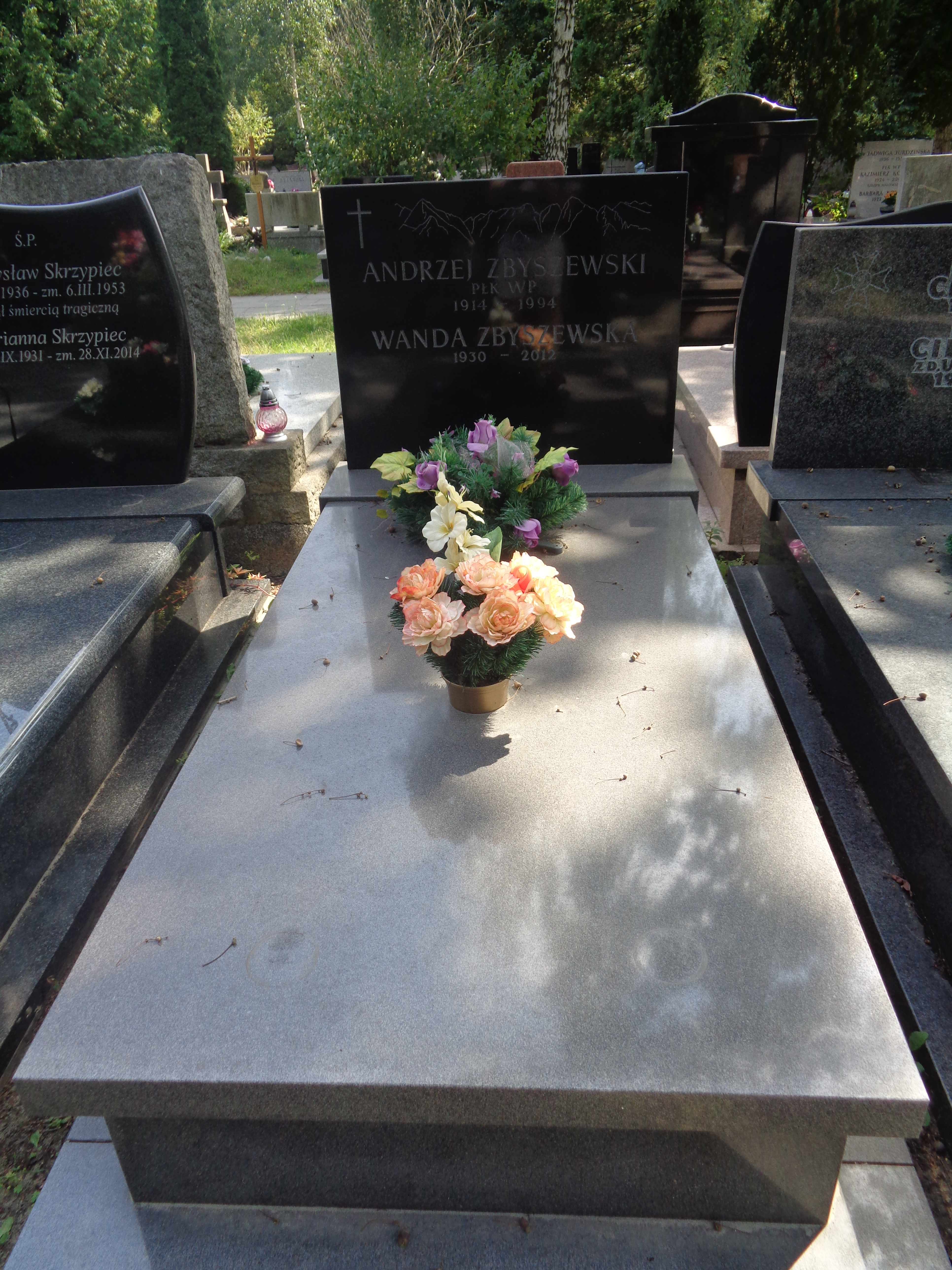
Grób Andrzeja Zbyszewskiego na Cmentarzu Wojskowym na Powązkach

Andrzej Marian Kazimierz Zbyszewski (ur. 10 kwietnia 1914 w Krakowie, zm. 28 lipca 1994 w Warszawie) – pułkownik Wojska Polskiego, publicysta wojskowy, pisarz.

## Życiorys
Syn Włodzimierza i Kazimiery z domu Stamirowskiej. Po I wojnie światowej przyjechał z rodziną do Przecławia, a następnie przeprowadził się do Borowej. Ukończył Państwowe Gimnazjum im. Stanisława Konarskiego w Mielcu, maturę zdał w 1932. W okresie szkolnym był sekretarzem i drużynowym II Drużyny Harcerzy im. ks. Józefa Poniatowskiego. W 1932 rozpoczął studia matematyczne na UJ w Krakowie. Nadal działał w harcerstwie, w 1933 został mianowany przybocznym Komendanta Chorągwi Krakowskiej. We wrześniu 1934 zgłosił się do odbycia jednorocznej ochotniczej służby wojskowej. Przez pierwszych dziesięć miesięcy uczył się w Szkole Podchorążych Rezerwy Artylerii we Włodzimierzu Wołyńskim, a następnie odbył dwumiesieczną praktykę w jednostce artylerii. W tym czasie mieszkał w Borowej. W 1935 został przyjęty do Szkoły Podchorążych Artylerii w Toruniu. Na stopień podporucznika został mianowany ze starszeństwem z 1 października 1937 i 9. lokatą w korpusie oficerów artylerii. W marcu 1939 pełnił służbę w 2 Pułku Artylerii Lekkiej Legionów w Kielcach na stanowisku dowódcy plutonu 3. baterii . 
W przededniu II wojny światowej oficer (dowódca 9 baterii) 55 pułku artylerii lekkiej. W kampanii wrześniowej 1939 brał udział w bitwie pod Kockiem jako oficer ogniowy i zwiadowczy w Samodzielnej Grupie Operacyjnej „Polesie” (był dwukrotnie ranny). Po kapitulacji był jeńcem Oflagu II C Woldenberg (nr obozowy 1854/II B). Podczas ewakuacji obozu 24 stycznia 1945 uciekł i przedostał się do Krakowa. 
W kwietniu 1945 wstąpił do Ludowego Wojska Polskiego. Pełnił szereg funkcji sztabowych, w szkolnictwie wojskowym, w tym w Centralnej Szkole Oficerów Polityczno-Wychowawczych i Akademii Sztabu Generalnego WP. Służył również w Gabinecie Ministra Obrony Narodowej marszałka Polski Mariana Spychalskiego, a następnie na stanowisku szefa Gabinetu Wojskowego przewodniczącego Rady Państwa PRL. Przez wiele lat był pracownikiem redakcji gazety codziennej LWP Żołnierz Wolności oraz publicystą miesięcznika kadry zawodowej LWP Wojsko Ludowe.
W 1966 opublikował wspomnienia ze służby w artylerii przed II wojną światową oraz walk we wrześniu 1939 Odwroty, która doczekała się 5 wznowień nakładem wydawnictwa MON.
Był członkiem PZPR, działaczem środowisk kombatanckich oraz byłych żołnierzy zawodowych, członkiem Rady Naczelnej ZBoWiD, członkiem Głównej Komisji Historycznej oraz Komisji Odznaczeniowej Zarządu Głównego ZBoWiD. Wieloletni działacz Towarzystwa Przyjaźni Polsko-Radzieckiej, m.in. członek Komisji Braterstwa Broni Zarządu Głównego TPPR. W latach 1988–1990 był członkiem Rady Ochrony Pamięci Walk i Męczeństwa.
W maju 1985 rozkazem Nr 26/MON został wyróżniony wpisem do Honorowej Księgi Czynów Żołnierskich.
Był żonaty z Wandą Zbyszewską z domu Świetlik (1930-2012). Pochowany na Cmentarzu Wojskowym na Powązkach w Warszawie (kwatera G-2-56).

## Publikacje
- Odwroty, Wydawnictwo Ministerstwa Obrony Narodowej, Warszawa 1966 (wznowione m.in. 1967, 1979, 1984);
- Październikowa bitwa 1939 (w serii Druga Wojna Światowa: Bohaterowie, Operacje, Kulisy), Wydawnictwo Ministerstwa Obrony Narodowej, Warszawa 1988;
- Dzieło o cennych walorach poznawczych i ideowych [w:] Wojsko Ludowe, nr 12;
- Mity i prawdy o Piłsudskim [w:] Wojsko Ludowe, 1982, nr 7.

## Ordery i odznaczenia
- Krzyż Srebrny Orderu Wojennego Virtuti Militari,
- Krzyż Komandorski Orderu Odrodzenia Polski,
- Krzyż Oficerski Orderu Odrodzenia Polski,
- Krzyż Kawalerski Orderu Odrodzenia Polski,
- Order Sztandaru Pracy II klasy,
- Złoty Krzyż Zasługi (9 stycznia 1947)[8],
- Medal 10-lecia Polski Ludowej (28 lipca 1955)[9],
- Medal 30-lecia Polski Ludowej,
- Medal 40-lecia Polski Ludowej,
- Medal „Za udział w wojnie obronnej 1939” (1981)[10],
- Złoty Medal „Siły Zbrojne w Służbie Ojczyzny”,
- Srebrny Medal „Siły Zbrojne w Służbie Ojczyzny”,
- Brązowy Medal „Siły Zbrojne w Służbie Ojczyzny”,
- Złoty Medal „Za zasługi dla obronności kraju”,
- Srebrny Medal „Za zasługi dla obronności kraju”,
- Brązowy Medal „Za zasługi dla obronności kraju”,
- Medal im. Ludwika Waryńskiego (1988)[11],
- Złota odznaka "Za długoletnią pracę" (od Stowarzyszenia Dziennikarzy PRL, 1985)[12],
- Medal jubileuszowy „Czterdziestolecia zwycięstwa w Wielkiej Wojnie Ojczyźnianej 1941–1945” (1985).